# Säkert! på engelska
Säkert! på engelska är ett musikalbum av Annika Norlin under artistnamnet "Säkert!", utgivet 2011. Det består av engelskspråkiga versioner av tidigare utgivna låtar, de flesta från albumet Facit (2010).

## Låtförteckning
1. November
2. Honey
3. Fredrik
4. Can I
5. The Lakes We Skate On
6. The Flu
7. Dancing, Though
8. You'll Be on Your Own
9. It's Going to Lead Up to Something Bad
10. Weak Is the Flesh
11. Quiet

## Listplaceringar
| Lista (2011) | Topplacering |
| ------------ | ------------ |
| Sverige      | 13           |

### Fotnoter
1. ↑  ”fonogram  På engelska / Säkert!”. Svensk mediedatabas. 28 februari 2011. http://smdb.kb.se/catalog/id/002749041. Läst 28 december 2015.
2. ↑  ”Säkert! på engelska”. Swedishcharts. 28 februari 2011. http://www.swedishcharts.com/showitem.asp?interpret=S%E4kert%21&titel=S%E4kert%21+p%E5+Engelska&cat=a. Läst 28 december 2015.